# Trigno
Le Trigno est un fleuve du centre-est de l'Italie des régions Abruzzes et Molise.

## Géographie
Il prend sa source au monte Capraro dans le hameau de Capo Trigno près de Vastogirardi (province d'Isernia) à une altitude de 1 200 m. À partir de Campobasso, le Trigno délimite pendant quelques kilomètres les provinces Abruzzes et Molise. Il traverse les provinces de Isernia, Campobasso et Chieti. Il se jette dans la mer Adriatique (localité : Vasto) près de San Salvo (province de Chieti).
Affluents de gauche :
- torrent Verrino.

Affluents de droite :
- fosso di Canniviere ;
- torrent Fiumarella ;
- vallone delle Piane ;
- torrent di Ponte Musa ;
- torrent Rivo ;
- vallone del Roccile ;
- torrent Vella.

## Sources
- (it) Cet article est partiellement ou en totalité issu de l’article de Wikipédia en italien intitulé « Trigno » (voir la liste des auteurs).